# Moskauer Vertrag

Zeitliche Übersicht der Ostverträge, 1963–1973

Der Moskauer Vertrag wurde am 12. August 1970 zwischen der Sowjetunion und der Bundesrepublik Deutschland im Katharinensaal des Kremls in Moskau geschlossen (BGBl. 1972 II S. 354 ff.).

## Inhalt
Im Moskauer Vertrag verpflichten sich beide Länder, den internationalen Frieden aufrechtzuerhalten und den Entspannungsprozess zu fördern, damit sich die Lage in Europa normalisiert.
Dabei wollen sie sich von der Charta der Vereinten Nationen leiten lassen und ihre Konflikte friedlich lösen. In diesem Sinne verpflichten sich die beiden Staaten, die bestehenden Grenzen der europäischen Staaten zu achten und keine Gebietsansprüche gegen irgendjemanden zu erheben.
Insbesondere werden die Oder-Neiße-Linie als Westgrenze der Volksrepublik Polen und die Grenze zwischen der Deutschen Demokratischen Republik und der Bundesrepublik Deutschland als unverletzlich erklärt.
Der Vertrag wurde für die Bundesrepublik von Bundeskanzler Willy Brandt und Außenminister Walter Scheel, für die Sowjetunion von Ministerpräsident Alexei Kossygin und Außenminister Andrej Gromyko unterzeichnet.

## Ratifizierung
Im Zusammenhang mit der Unterzeichnung übergab Scheel seinem sowjetischen Amtskollegen den Brief zur deutschen Einheit. Dieser bestand, abgesehen von der Schlussformel, aus einem einzigen Satz:

„Sehr geehrter Herr Minister, im Zusammenhang mit der heutigen Unterzeichnung des Vertrages zwischen der Bundesrepublik Deutschland und der Union der Sozialistischen Sowjetrepubliken beehrt sich die Regierung der Bundesrepublik Deutschland festzustellen, daß dieser Vertrag nicht im Widerspruch zu dem politischen Ziel der Bundesrepublik Deutschland steht, auf einen Zustand des Friedens in Europa hinzuwirken, in dem das deutsche Volk in freier Selbstbestimmung seine Einheit wiedererlangt. Genehmigen Sie, Herr Minister, die Versicherung meiner ausgezeichneten Hochachtung. Walter Scheel“

Indem sie dieses Schreiben in Empfang nahm, akzeptierte die sowjetische Führung gewissermaßen, dass die Bundesregierung nach wie vor am Ziel einer friedlichen Wiedervereinigung der Deutschen festhielt. Der 6. Deutsche Bundestag ratifizierte den Vertrag am 17. Mai 1972 zusammen mit dem Warschauer Vertrag. Nach Austausch der Ratifikationsurkunden trat er am 3. Juni 1972 in Kraft.

## Nach der Unterzeichnung
Am 19. November 1972 fand die Bundestagswahl 1972 statt. Die SPD erhielt – bei einer Wahlbeteiligung von 91,1 Prozent – 45,8 Prozent der Stimmen (3,1 Prozentpunkte mehr als bei der Bundestagswahl 1969); die FDP erhielt 8,4 Prozent (2,6 Prozentpunkte mehr als 1969). Dies war der höchste Wähleranteil, den die SPD jemals (Stand 2025) erzielte.
Dieses Wahlergebnis kann als Zustimmung erheblicher Teile der Bevölkerung zur Ostpolitik Brandts und Scheels bzw. der Regierung Brandt II gedeutet werden.